# Polder Het Oudeland
Het waterschap Polder Het Oudeland was een waterschap in de gemeente 's-Gravenzande in de Nederlandse provincie Zuid-Holland.
Het waterschap was verantwoordelijk voor de waterhuishouding in de polder.